# Viktor Hovin
Viktor Hovin (în rusă Виктор Ховин; n. 1891/1891, Cahul, gubernia Basarabia, Imperiul Rus – d. 1944, Lagărul de exterminare Auschwitz-Birkenau, Germania Nazistă) a fost un , critic literar, jurnalist și publicist rus și francez,evreu născut în Basarabia

## Biografie
S-a născut în târgul Cahul din ținutul Ismail, gubernia Basarabia (Imperiul Rus) în familia lui Roman Hovin și Evghenia Kogan.
În anii 1910-1916 a studiat la Universitatea din Sankt Petersburg. Începând cu anii 1910, a fost membru al cercului futuriștilor și a fost publicat în edițiile lor. În 1913 a devenit inspiratorul și editorul almanahului de critică intuitivă „Rătăcitorul fermecat” (Очарованный странник; 10 numere ale acestei ediții au fost publicate până în 1916). Primul număr a ieșit cu subtitlul „Critic-intuit” (Критик-интуит) și a fost asociat cu mișcarea ego-futuristă. Numărul de debut a inclus un amplu articol de Hovin, intitulat „Fanatic în halat purpuriu” (Фанатик в пурпуровой мантии), în care reperul almanahului a fost proclamat „unul dintre cei mai mari și mai indubitați individualiști”, „intuitul genial”, Oscar Wilde. O parte semnificativă a alamanahului și criticii literare din acesta au fost scrise de însuși Hovin, iar Igor Severianin a ocupat postul central în secțiunea poetică. Almanahul a mai publicat articole de Dimitri Kriucikov, Anastasia Cebotarevskaia, Nikolai Evreinov, Boris Gusman, Samuil Vermel, Velimir Hlebnikov, Vadim Șerșenevici și alții. Asistentul publicistului a fost soția sa Olga Voronovskaia-Hovina.
În 1913 a participat împreună cu Severianin, Vadim Baian și Sonia Șamardina la turneul futuriștilor din Crimeea. În 1916, la Petrograd a fondat almanahul de poezie „Mimoze de in” (Мимозы льна), la care au participat Boris Gusman, Igor Severianin, Alexei Masainov, etc.
În anii 1918-1922, a publicat și a editat revista din Petrograd, „Colț de carte” (Книжный угол; un total de 8 numere), în care au fost publicați Boris Eihenbaum, Iuri Tînianov, Viktor Șklovski. Aici Hovin s-a opus cooperării futuriștilor cu noul guvern, a criticat aspectele politice ale poemului Cei doisprezece de Aleksandr Blok, pozițiile politice ale lui Maxim Gorki și Vladimir Maiakovski. Din al treilea număr, Vasili Rozanov a devenit angajat permanent al revistei (cea mai mare parte a ciclului său „Din ultimele frunze” a fost publicată pe paginile „Colțului cărții”). Hovin și Rozanov au fost în corespondență activă până la moartea acestuia din urmă. În 1921, Hovin a devenit unul dintre fondatorii „Cercului pentru studiul lui V. Rozanov” (care, printre altele, îi includea pe Andrei Belîi, Akim Volînski, Erich Hollerbach), care a promovat activ gânditorul (pentru care fapt a fost criticat dur de Lev Troțki în cartea „Literatură și revoluție”).
În 1924, a părăsit URSS și s-a stabilit la Riga, unde a publicat în ziarele „Lumea nouă” (Новый мир) și „Lumina noastră” (Наш огонек; sub pseudonimele Vehin și Priezjîi). Apoi s-a mutat la Paris, unde în 1926 a deschis o librărie și editura „Rătăcitorul fermecat” (Очарованный странник), care a publicat seria de cărți „Biblioteca poetului” (Библиотека поэта) și „Beletriștii Rusiei moderne” (Беллетристы современной России). În 1928 a republicat la Paris cartea „Solitar” (Уединённое) de Vasili Rozanov, pe baza corespondenței nepublicate cu ultimul. 
Din 1925 a fost redactor al revistei „Drept înainte” (Напролом), din 1928, al revistei literare, artistice și de umor „Clopotar” (Звонарь). A participat la întâlnirile asociației culturale „Nomadia” (Кочевье, 1931).
La 7 martie 1944, în calitate de cetățean străin de origine evreiască, a fost deportat în lagărul de transfer din Drancy, de unde a fost trimis la Auschwitz și unde a murit..